# Švecov AŠ-82
Švecov M-82 (později Švecov AŠ-82) byl vzduchem chlazený dvouhvězdicový motor vyvinutý konstrukční kanceláří Arkadije Dmitrijeviče Švecova. (Ten předtím pracoval na licenční výrobě motoru Wright R-1820 Cyclone, v Rusku vyráběného pod označením M-25 a dále vyvíjeného jako M-62 a M-63.) Motor M-82 se začal sériově vyrábět již v roce 1940, poháněl celou řadu typů sovětských vojenských letadel, dostal se i na civilní dopravní Iljušin Il-14. Poháněl bombardéry Tupolev Tu-2 a Petljakov Pe-8 a proslulé i úspěšné stíhací letouny Lavočkin La-5 a Lavočkin La-7. Celkem bylo vyrobeno více než 70 000 kusů AŠ-82.

## Varianty
- M-82F vycházel z M-82A, s vylepšeným chlazením a mazáním, které umožnilo neomezenou dobu běhu na jmenovitý výkon. Používán na stíhačkách Lavočkin La-5F.
- M-82FN (M-82FNV, AŠ-82FN) další vývoj AŠ-82F se zvýšeným výkonem (forsyrovannyj), mimo to byla postupně zaváděna řada menších konstrukčních a technologických změn. Bylo použito přímého vstřikování paliva do válců; vzletový výkon zvýšen na 1850 koní (1360,67 kW); zvýšena spolehlivost a životnost motoru za cenu zvýšení hmotnosti o pouhých 15 kg. Byl mj. montován na těžké čtyřmotorové bombardéry Petljakov Pe-8, dvoumotorové střední bombardéry Tupolev Tu-2 či do řady stíhacích letounů Lavočkin La-5FN, La-7, La-9 a La-11.
- AŠ-82V — s nuceným chlazením axiálním dmychadlem, montován do vrtulníků Mil Mi-4
- AŠ-82T — civilní verze motoru s jednorychlostním jednostupňovým kompresorem, vzletový výkon zvýšen na 1900 koní (1397,45 kW). Oproti válečné výrobě (ale i poválečné výrobě zdokonalených provedení motoru AŠ-82FN) výrazně vzrostla doba mezi generálkami motoru, což se samozřejmě projevilo i na zlepšené ekonomii civilního provozu; byl používán v dopravních letounech Iljušin Il-14.

## Použití

Family tree of Shvetsov engines

- Amtorg KM-2 (vylepšená PBY Catalina)
- Douglas TS-82
- Gudkov Gu-82 (prototyp)
- Iljušin Il-2 (prototyp)
- Iljušin Il-12
- Iljušin Il-14
- Kočerigin OPB-5 (prototyp)
- Lisunov Li-2
- Lavočkin La-5
- Lavočkin La-7
- Lavočkin La-9
- Lavočkin La-11
- MiG-5
- MiG-9 I-210 (1941 prototyp)
- MiG I-211 (prototyp)
- Mil Mi-4
- Petljakov Pe-2/M-82
- Petljakov Pe-8
- Polikarpov I-185 (prototyp)
- Suchoj Su-2
- Suchoj Su-4
- Sukhoi Su-7
- Suchoj Su-12
- Tupolev Tu-2
- Jakovlev Jak-24
- Jakovlev Jak-3 (varianta Jak-3U)

## Hlavní technické údaje (M-82F)
Čtyřdobý zážehový vzduchem chlazený přeplňovaný dvouhvězdicový čtrnáctiválec s reduktorem; kompresor odstředivý jednostupňový, poháněný přes dvourychlostní převod do rychla (tzn. přes dvourychlostní multiplikátor); mazání motoru tlakové oběžné, se suchou klikovou skříní (tedy olej je z motoru odsáván zpět do samostatné olejové nádrže); zapalování zdvojené;
- Vrtání válce: 155,5 mm
- Zdvih pístu*): 155 mm
- Objem válců: 41,210 litru
- Průměr motoru: 1260 mm
- Hmotnost suchého motoru: 885 kg
- Kompresní poměr: 6,90÷1
- Vzletový výkon: 1700 koní (1250,35 kW) při 2400 ot/min
- Jmenovitý výkon v nominální výšce 2050 m: 1540 k (1132,67 kW) při 2400 ot/min
- Jmenovitý výkon v nominální výšce 5400 m: 1330 k (978,21 kW) při 2400 ot/min
- Poměr hmotnost ÷ výkon: 0,510 kg/k (0,694 kg/kW)

      *) Zdvih pístu měřen na hlavní ojnici;